# Europese kampioenschappen tafeltennis 2010
De Europese kampioenschappen tafeltennis 2010 werden gehouden in Ostrava, Tsjechië van 11 t/m 19 september 2010. Het toernooi werd afgewerkt in de ČEZ Aréna.
Op het tafeltennistoernooi stonden zes onderdelen op het programma:
- Enkelspel mannen. Regerend kampioen was  Michael Maze.
- Enkelspel vrouwen. Regerend kampioen was  Wu Jiaduo.
- Dubbelspel mannen. Regerend kampioenen waren  Timo Boll en  Christian Süß.
- Dubbelspel vrouwen. Regerend kampioenen waren  Daniela Dodean en  Elizabeta Samara.
- Teams mannen. Regerend kampioen was  Duitsland.
- Teams vrouwen. Regerend kampioen was  Nederland.

Er werden geen gemengd dubbels gespeeld deze editie. In Subotica vond een apart toernooi plaats voor de gemengd dubbel.

## Medaillewinnaars
| Onderdeel  | Goud                                                              | Zilver                                                                             | Brons |
| Enkel (m)  | Timo Boll                                                         | Patrick Baum                                                                       | Werner Schlager Christian Süß |
| Enkel (v)  | Viktoria Pavlovitsj                                               | Liu Jia                                                                            | Melek Hu Rūta Garkauskaitė |
| Dubbel (m) | Timo Boll Christian Süß                                           | Jonathan Groth Kasper Sternberg                                                    | Kou Lei Jevhen Prysjtsjepa Pär Gerell Jens Lundqvist |
| Dubbel (v) | Oksana Fadejeva Rūta Garkauskaitė                                 | Li Jie Jelena Timina                                                               | Georgina Póta Krisztina Tóth Daniela Dodean Elizabeta Samara |
| Team (m)   | Duitsland Patrick Baum Timo Boll Dimitrij Ovtcharov Christian Süß | Wit-Rusland Vitaly Nekhvedovich Pavel Platonov Vladimir Samsonov Jevgeni Stjetenin | Frankrijk Emmanuel Lebesson Christophe Legoût Adrien Mattenet Abdel-Kader Salifou Tsjechië Petr Korbel Dmytro Prokoptsov Josef Šimončík Jiří Vráblík                    |
| Team (v)   | Nederland Linda Creemers Li Jiao Li Jie Jelena Timina             | Roemenië Daniela Dodean Cristina Hirici Iulia Necula Elizabeta Samara              | Polen Katarzyna Grzybowska Li Qian Natalia Partyka Magdalena Szczerkowska Xu Jie Wit-Rusland Elena Dubkova Veronika Pavlovitsj Viktoria Pavlovitsj Aleksandra Privalova |

## Medaillespiegel
Dubbelparen uit verschillende landen gelden ieder als 0,5.
| Plaats | Land        | Goud | Zilver | Brons | Totaal |
| 1      | Duitsland   | 3    | 1      | 1     | 5      |
| 2      | Wit-Rusland | 1    | 1      | 1     | 3      |
| 3      | Nederland   | 1    | 1      | 0     | 2      |
| 4      | Litouwen    | 0,5  | 0      | 1     | 1,5    |
| 5      | Rusland     | 0,5  | 0      | 0     | 0,5    |
| 6      | Oostenrijk  | 0    | 1      | 1     | 2      |
| 6      | Roemenië    | 0    | 1      | 1     | 2      |
| 8      | Denemarken  | 0    | 1      | 0     | 1      |
| 9      | Frankrijk   | 0    | 0      | 1     | 1      |
| 9      | Hongarije   | 0    | 0      | 1     | 1      |
| 9      | Oekraïne    | 0    | 0      | 1     | 1      |
| 9      | Polen       | 0    | 0      | 1     | 1      |
| 9      | Tsjechië    | 0    | 0      | 1     | 1      |
| 9      | Turkije     | 0    | 0      | 1     | 1      |
| 9      | Zweden      | 0    | 0      | 1     | 1      |
| Totaal | Totaal      | 6    | 6      | 12    | 24     |